# Три-Пойнтс (газовое месторождение)
Три-Пойнтс (англ. Three Points) — газовое месторождение в Гане, в акватории Гвинейного залива.
Открыто в 1973 году компанией Mobil, расположено в 18 км от одноименного мыса, находится в консервации.
Газоносность связана с отложениями мелового возраста. Начальные запасы газа составляют 20 млрд м³.
Площадь участка Three Points составляет 50 тысяч км².